# Lucy Gabriela Delgado Murcia
Lucy Gabriela Delgado Murcia (Bogotá, 27 de noviembre de 1970) es una científica y docente colombiana, que se desempeña en las áreas de farmacia e inmunotoxicología. Es profesora titular, adscrita al departamento de farmacia de la Universidad Nacional de Colombia (Bogotá). Actualmente se desempeña como decana de la Facultad de Ciencias de la Universidad Nacional de Colombia sede Bogotá. Es fundadora y líder del grupo de investigación en inmunotoxicología de la UNAL. Delgado es líder del equipo científico que desarrolló dos tratamientos para la leishmaniasis cutánea, el cual ha recibido dos patentes (Nro 13103688 de 2016 y 0008201 de 2021) por parte  de la Superintendencia de Industria y Comercio de Colombia. Es miembro correspondiente de la Academia Colombiana de Ciencias Exactas, Físicas y Naturales (ACCEFyN).

## Trayectoria
Delgado fue directora de fomento a la investigación en el departamento administrativo de ciencia, tecnología e innovación Colciencias desde 2013 hasta 2015). Entre 2016 y 2018 fue directora del departamento de farmacia de la facultad de ciencias, UNAL, donde es docente del área de microbiología. Fue presidente de la Asociación Colombiana de Inmunología-ACOI en el período 2016-2020 y de la Asociación Colombiana de Programas de Farmacia-ASCOLPROFAR entre 2016 y 2018. Es investigadora sénior de Minciencias CvLAC (enlace roto disponible en Internet Archive; véase el historial, la primera versión y la última). El 1 de octubre de 2024 tomó posesión como decana de la Facultad de Ciencias de la Universidad Nacional de Colombia sede Bogotá para el periodo 2024-2026.

### Parche para tratar la leishmaniasis cutánea
El equipo de investigadores liderado por Delgado ha desarrollado un parche para el tratamiento de la leishmaniasis cutánea que no solo tiene actividad antiparasitaria de manera tópica sino que contiene componentes cicatrizantes como el quitosán. Esta combinación de componentes se mostró eficaz para reducir las úlceras causadas por esta infección en hámsteres, los cuales presentaron mejoría significativa en todos los parámetros clínicos evaluados.

### Asesoría durante la emergencia sanitaria causada por el SARS-CoV-2
En marzo de 2020, Delgado fue nombrada asesora del despacho de la Secretaria Distrital de Salud de Bogotá. Posteriormente fue designada directora del Laboratorio de Salud Pública de Bogotá. Durante este período, Delgado ha hecho varias apariciones en diversos medios de comunicación, posicionándose contra la desinformación. Adicionalmente, cuenta con una columna de opinión en La Silla Vacía. desde este portal plantea la problemática de la educación superior y el desarrollo científico en Colombia.   
Delgado es autora del libro "Microbiología para enfermeros. Preguntas y respuestas".

## Publicaciones seleccionadas
- The reality of scientific research in Latin America; an insider’s perspective. (2017) DR Ciocca, G Delgado. Cell Stress and Chaperones 22 (6), 847-852. DOI 10.1007/s12192-017-0815-8
- Leishmanicidal activity of synthetic antimicrobial peptides in an infection model with human dendritic cells. (2011). JJ Pérez-Cordero, JM Lozano, J Cortés, G Delgado. Peptides 32 (4), 683-690. https://doi.org/10.1016/j.peptides.2011.01.011
- Seco-limonoids and quinoline alkaloids from Raputia heptaphylla and their antileishmanial activity. (2011). CAC Barrera, EDC Barrera, DSG Falla, GD Murcia, LEC Suarez. Chemical and Pharmaceutical Bulletin 59 (7), 855-859. https://doi.org/10.1248/cpb.59.855
- In vitro studies on the relationship between the anti-inflammatory activity of Physalis peruviana extracts and the phagocytic process. (2010). W Martínez, LF Ospina, D Granados, G Delgado. Immunopharmacology and Immunotoxicology 32 (1), 63-73. https://doi.org/10.3109/08923970903143957
- Antileishmanial and immunomodulatory activity of Xylopia discreta. (2009). R López, LE Cuca, G Delgado. https://doi.org/10.1111/j.1365-3024.2009.01134.x